# Latarnia morska Bamburgh
Latarnia morska Bamburgh – latarnia morska położona jest około kilometra na północ od Bamburgh w Northumberland. Nazywana jest także Black Rock Point.
Latarnia została zbudowana w 1910 roku, a przebudowana i zmodernizowana w 1975. Stacja jest monitorowana z Trinity House Operations & Planning Centre w Harwich. Jest najdalej na północ wysuniętą latarnią morską Anglii.